# ...А свемир мирује
...А свемир мирује је седми албум босанскохерцеговачког певача Жељка Бебека. Албум садржи 11 песама од којих су хитови насловна нумера, Ил' ме жени, ил' тамбуру купи, Шта је мени ово требало и Иду дани. Изашао је 1992. године у издању Кроација рекордса.

## О албуму
Албум је сниман марта и априла 1992. године у Загребу јер се тамо преселио из Сарајева почетком ратова на тлу СФРЈ.
На овом албуму је сарађивао са Ђорђем Новковићем, Арсеном Дедићем, Зринком Тутићем, Алком Вуицом, Џибонијем итд.
Ово је први Бебеков албум који изашао на ЦД-у и последњи албум који је изашао на грамофонској плочи.
Албум је праћен спотом за песму Ил' ме жени, ил' тамбуру купи.

## Постава
- Ксенија Еркер, Маја Благдан - пратећи вокали
- Никша Братош - клавијатуре, програмирање и продукција

## Обраде
Ил' ме жени, ил' тамбуру купи-Бубе у глави (Тајчи)